# بيت المالكي (حجة)

تعديل مصدري - تعديل

بيت المالكي هي إحدى قرى عزلة بني علي بمديرية حجة التابعة لمحافظة حجة، بلغ تعداد سكانها 31 نسمة حسب تعداد اليمن لعام 2004.